# Edie Brickell
Edie Arlisa Brickell (Dallas, 10 de março de 1966), é uma cantora norte-americana.

## Biografia
Fez o ensino secundário na Escola de Artes Visuais Booker T. Washington, em Dallas, tendo-se após matriculado na Universidade de Dallas, não terminando o curso.
Em 1985, numa discoteca em Dallas, conhece um grupo de música local, os New Bohemians, a quém passou a pertencer como vocalista; passando o grupo a chamar-se Edie Brickell & the New Bohemians. Lançaram o primeiro álbum em 1988, de nome Shooting Rubberbands at the Stars. Ghost of a Dog (1990), Picture Perfect Morning (1994) e Volcano (2003) foram os principais álbuns do grupo.
Estreou-se como actriz em 1989, intrepretando uma cantora popular no filme Nascido a 4 de Julho, de Oliver Stone, onde intrepretava uma versão de A Hard Rain's a-Gonna Fall de Bob Dylan.
Ela surgiu num vídeo interpretando a canção "Good Times" que está incluído no disco de instalação do Windows 95 (numa pasta denominada Funstuff, bem como um vídeo da banda Weezer.

## Vida pessoal
Brickell é filha de Eddie Brickell, um campeão de Bowling, do Texas, que ganhara uma estrela no Hall of Fame em Hollywood, após a sua morte.
É casada com o lendário cantor Paul Simon, bastante mais velho (25 anos) desde Maio de 1992 até hoje, sendo mãe do guitarrista Adrian Edward Simon, nascido em Dezembro de 1992 e, de mais dois filhos, Lulu (Abril de 1995) e Gabriel (Maio de 1998).
Em 2007, formou uma dupla com o seu enteado, Harper Simon, filho do primeiro casamento de Paul Simon, chamada de The Heavy Circles. Os dois lançaram o primeiro álbum em Fevereiro de 2008. O álbum, homónimo à banda, conta com a participação de mais músicos conhecidos tais como Sean Lennon (filho de John Lennon), Money Mark e Yoko Ono, entre outros.

## Discografia

### Álbuns
- It's Like This... (1986)
- Shooting Rubberbands at the Stars (1988)
- Ghost of a Dog (1990)
- Picture Perfect Morning (1994)
- The Live Montauk Sessions (2000)
- The Ultimate Collection (2002)
- Volcano (2003)
- Stranger Things (2006)
- The Heavy Circles (2008)
- Edie Brickell (2011)
- The Gaddabouts (2011)
- Look Out Now! (2012) – The Gaddabouts
- Love Has Come for You (2013) – com Steve Martin
- LIVE: Steve Martin and Steep Canyon Rangers featuring Edie Brickell (2014)
- So Familiar (2015) – com Steve Martin
- Rocket (2018)

### Singles
- Pretty Little One (Steve Martin and Steep Canyon Rangers featuring Edie Brickell)
- Like to Get to Know You (dueto com Paul Simon). (2014)
- What I Am (1988)

### Outros
- MSG Grateful Dead 1993 (20/09/1993) – "Space> The Other One> GDTRFB"
- Trios (1994) – Rob Wasserman
- Windows 95 (1995) – "Good Times" Video
- First Wish (1995) – Chris Botti
- WFUV: City Folk Live VII (2004) – "Take a Walk"
- Music from The American Epic Sessions: Original Motion Picture Soundtrack (2017) – "The Coo Coo Bird"